# Phigalia revocata
Phigalia revocata är en fjärilsart som beskrevs av Walker 1863. Phigalia revocata ingår i släktet Phigalia och familjen mätare. Inga underarter finns listade i Catalogue of Life.